# Enter Eyes
Enter Eyes è il secondo album in studio della cantautrice italiana Andrea Celeste, realizzato insieme al pianista italiano Andrea Pozza e pubblicato nel 2009. Il brano Pure Imagination vede la partecipazione di Matteo Brancaleoni

## Tracce
1. Blackbird
2. Taking a Chance On Love
3. I'll Be There for You
4. Gull's Flight
5. This Masquerade
6. Dancing Fog
7. Love Is the Way
8. Black and Blue
9. Dinah
10. Blue Skies
11. All In Love Is Fair
12. Pure Immagination (feat. Matteo Brancaleoni)
13. Bridge Over Troubled Water
14. You Don't Know What Love Is